# Suzanne Comhaire-Sylvain
Suzanne Comhaire-Sylvain (6 de noviembre de 1898 – 20 de junio de 1975) fue la primera antropóloga haitiana. Suzanne fue estudiante del famoso antropólogo Bronislaw Malinowski, quien trabajó en 1949 con Alfred Métraux y participó en un proyecto de la UNESCO en Haití. Se casó con Jean Comhaire, un belga que presidió el Departamento de Antropología de la Universidad de Nsukka. Subsecuentemente, realizó su trabajo en África.

## Biografía
Suzanne nació el 6 de noviembre de 1898 en Puerto Príncipe, Haití, hija de Georges Sylvain, activista haitiano y símbolo de la resistencia contra la ocupación estadounidense, y de Eugénie Malbranche.
Estudió en Kingston y Puerto Príncipe antes de obtener su licenciatura y doctorado en París. Además de su interés por el folclore haitiano y los problemas sociales de la condición de la mujer en Haití y en África, su investigación se centró en los orígenes del idioma criollo, una lengua considerada juvenil y sin valor en ese momento. Eligió un camino difícil, pero su pintoresco trabajo, ignorado por sus pares, despertó el interés del famoso antropólogo polaco Bronislaw Malinowski. Este último la invitó a Londres, donde se convirtió en su asistente de investigación mientras estudiaba en la Universidad de Londres y más tarde en la London School of Economics. También llevó a cabo con éxito una investigación en el Museo Británico que dio como resultado su gran trabajo sobre las raíces africanas del idioma criollo haitiano.
Comhaire-Sylvain realizó investigaciones de campo en Kenscoff y Marbial (Haití), Kinshasa (Congo), Lomé (Togo) y Nsukka (Nigeria), en colaboración con antropólogos de renombre como Melville Herskovits y Alfred Métraux, quienes le confiaron a ella y a su esposo Jean Comhaire una misión de la UNESCO en Haití. Suzanne también enseñó en la New School for Social Research de Nueva York y fue nombrada miembro del Consejo de Administración Fiduciaria de las Naciones Unidas para Togo y Camerún bajo la administración francesa.
Murió en un accidente automovilístico en Nigeria el 20 de junio de 1975. A partir de 2014, sus documentos fueron catalogados y puestos a disposición a través del sistema de bibliotecas de la Universidad de Stanford.